# Piovene Rocchette
Piovene Rocchette – miejscowość i gmina we Włoszech, w regionie Wenecja Euganejska, w prowincji Vicenza.
Według danych na rok 2004 gminę zamieszkiwały 7724 osoby, 643,7 os./km².